# Dryopteris setosa
Dryopteris setosa är en träjonväxtart som först beskrevs av Carl Peter Thunberg och Andrew Dickson Murray och fick sitt nu gällande namn av Akasawa. Dryopteris setosa ingår i släktet Dryopteris och familjen Dryopteridaceae. Inga underarter finns listade.